# ميخائيل أنفيلد
ميخائيل أنفيلد (بالإنجليزية: Michael Enfield)‏ هو لاعب كرة قدم أمريكي في مركز الوسط، ولد في 19 يوليو 1983 في فينتورا في الولايات المتحدة. لعب مع سيدني إف سي ولوس أنجلوس غلاكسي.

## وصلات خارجية
- ميخائيل أنفيلد على موقع الدوري الأمريكي (الإنجليزية)
- ميخائيل أنفيلد على موقع قاعدة بيانات كرة القدم.إي يو (الإنجليزية)